# Hornveilchen
Das Horn-Veilchen (Viola cornuta)  ist eine Pflanzenart aus der Gattung Veilchen (Viola) innerhalb der Familie der Veilchengewächse (Violaceae). Viola cornuta hybridisiert mit Viola velutina, dem Garten-Stiefmütterchen (Viola ×wittrockiana) und Viola stojanowii.

## Beschreibung

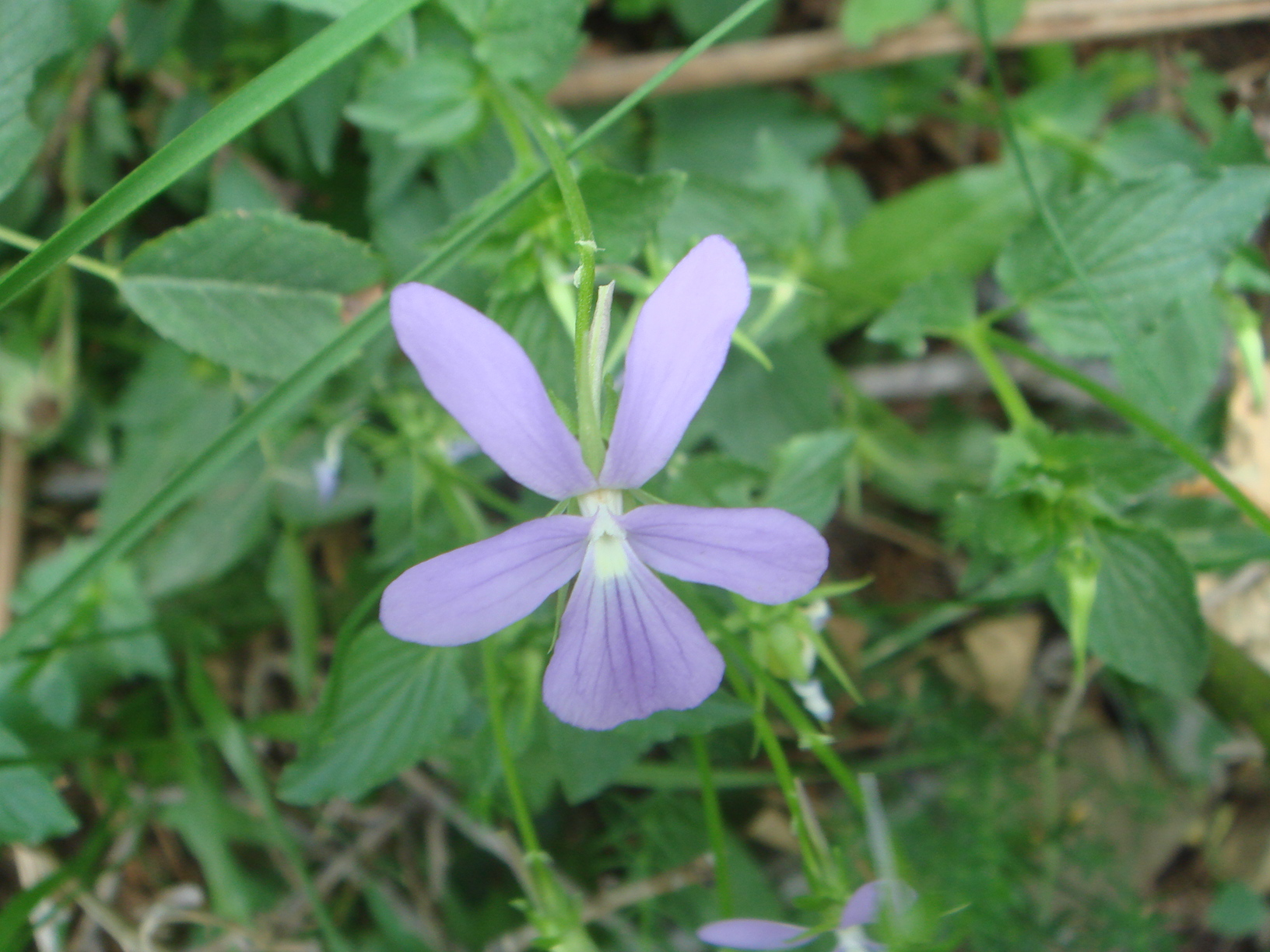
Blütenstiel und zygmorphe Blüte im Habitat in den Pyrenäen

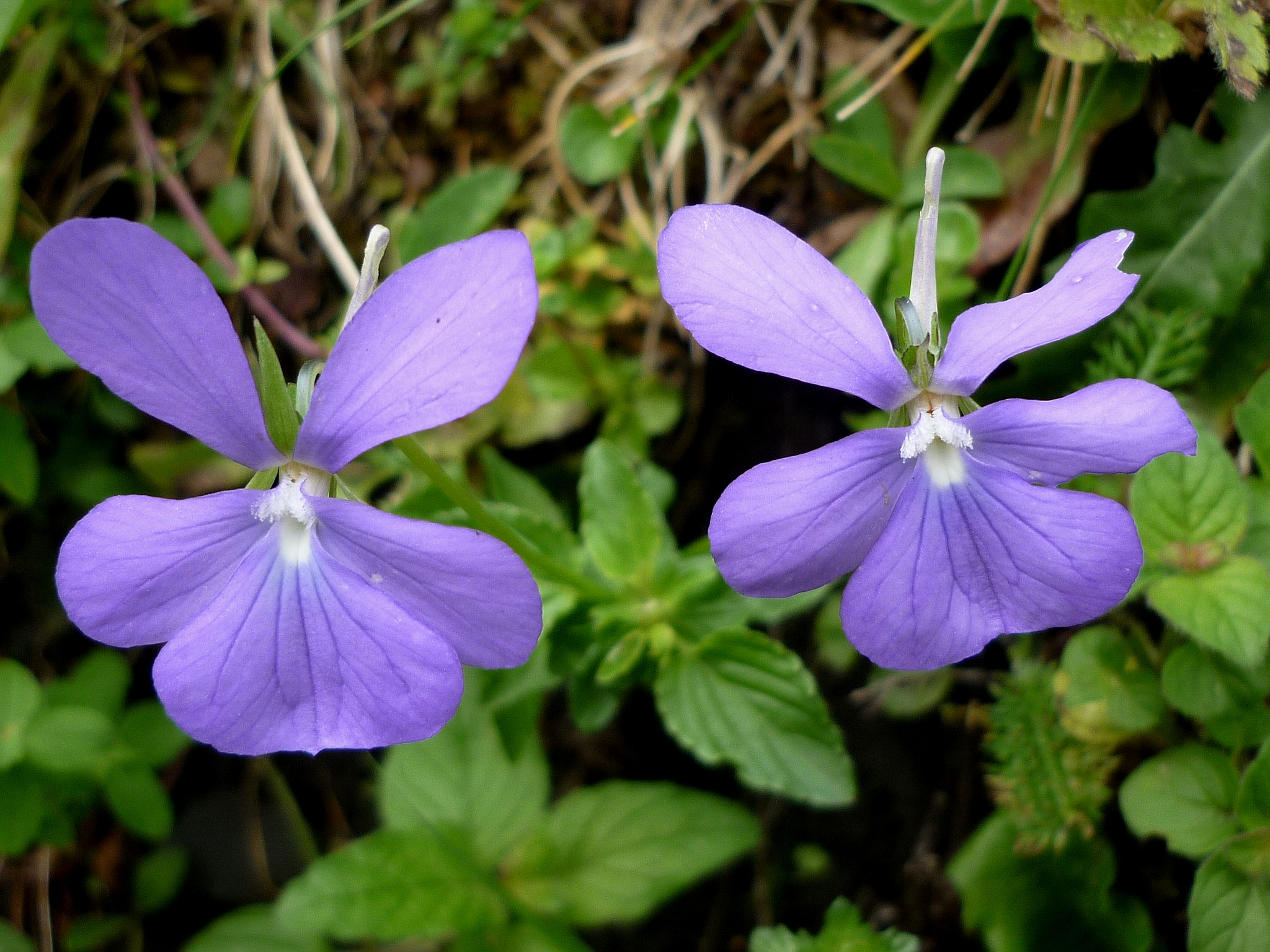
Zygmorphe Blüten

### Vegetative Merkmale
Das Horn-Veilchen ist eine ausdauernde, krautige Pflanze, die Wuchshöhen von 20 bis 30 Zentimetern erreicht. Sie bildet ein Rhizom aus. Ihre Stängel sind aufrecht oder aufsteigend.
Die einfache Blattspreite ist bei einer Länge von meist 2 bis 3, selten bis zu 5 Zentimetern eiförmig mit spitzem oberen Ende und gekerbten Blattrand und auf ihrer Unterseite behaart. Ihre Nebenblätter sind meist grob gezähnt, manchmal auch mehr oder minder tief eingeschnitten.

### Generative Merkmale
Die Blütezeit reicht von Mai bis Oktober. Die Blüten befinden sich einzeln in den Blattachseln. Der Blütenstiel ist 6 bis 10 Zentimeter lang.
Die zwittrige Blüte ist bei einer Länge von 3 bis 4 Zentimetern sowie einer Breite von 2 bis 3 Zentimetern zygomorph und fünfzählig mit doppelter Blütenhülle. Bei der Naturform sind die Kronblätter violett oder lilafarben. Ihr schwach gebogener Sporn ist 10 bis 15 Millimeter lang. Die Blüten sind wohlriechend.
Die Chromosomenzahl beträgt 2n = 20, 22 oder 42.

## Vorkommen
Viola cornuta kommt in den Pyrenäen sowie in Nordspanien vor. Sie gedeiht auf Felsfluren und alpinen Matten in Höhenlagen von 800 bis 2300 Metern. Viola cornuta  ist im südlichen und westlichen Mitteleuropa ein Neophyt.

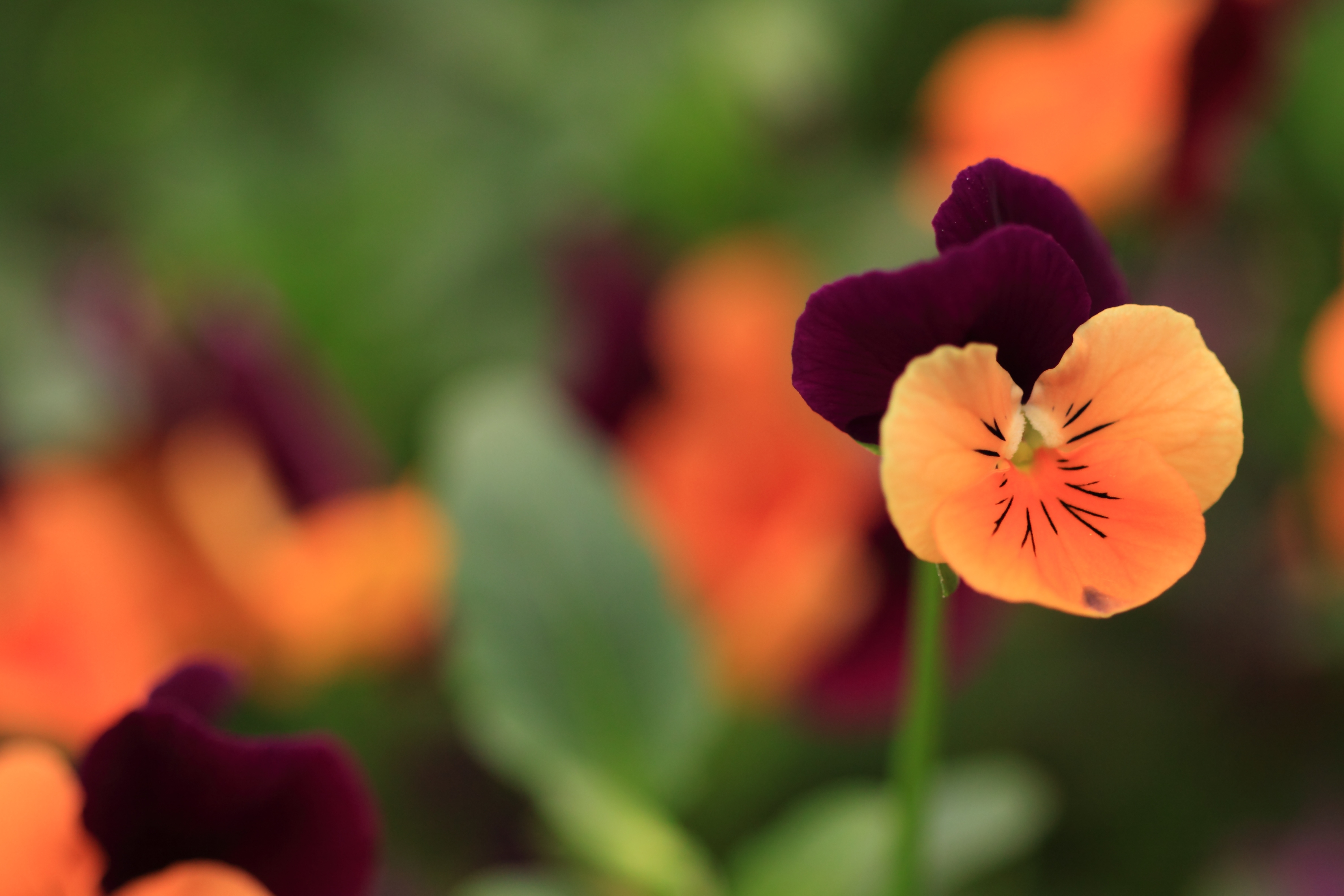
Sorte ‘Callisto’

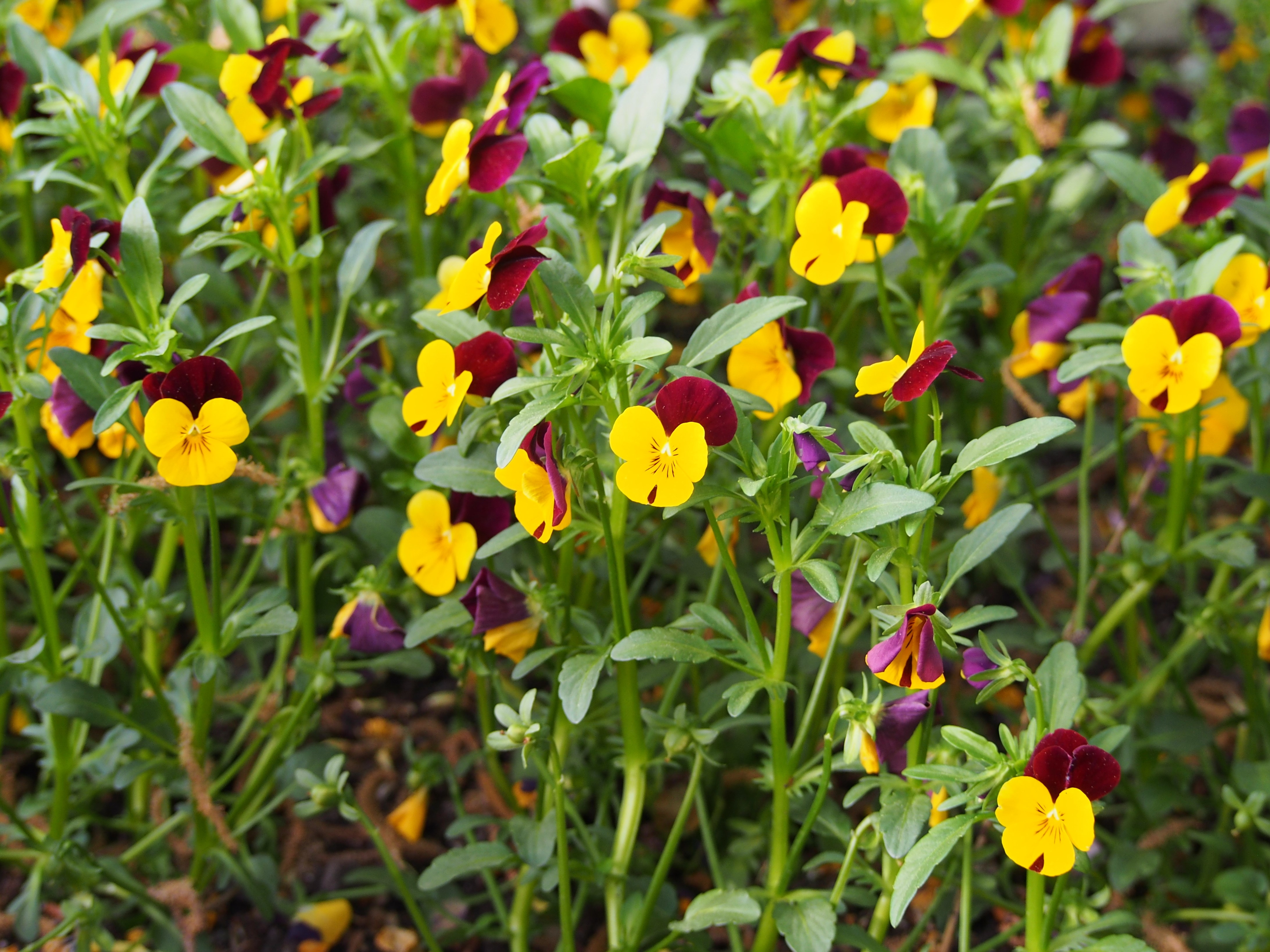
Sorte ‘Twix Yellow Red Wing’

## Nutzung
Das Horn-Veilchen ist als sehr dankbarer Dauerblüher schon seit dem 17. Jahrhundert in Kultur und wird seit 1863 in England zu Kreuzungen mit dem Gartenstiefmütterchen verwendet.
Es wird vor allem für Gräber, großflächige Pflanzungen, Beete und Balkonkästen verwendet. Es gibt zahlreiche Sorten mit unterschiedlichen Blütenfarben von Gelb über Blau und Blauviolett bis Purpurviolett, sowie rote, weiße und fast schwarze Tönungen.
Vegetativ vermehrt werden beispielsweise Sorten wie ‘Altona’, ‘Angerland’, ‘Cleo’, ‘Famos’, ‘Germania’, ‘Hansa’, ‘John Wallmark’, ‘Lady Scott’, ‘Louis’, ‘Kathrinchen’, ‘Milkmaid’, ‘Rebecca’, ‘Winona’ ‘Crawthorne’ und ‘Woodgate’.
Generativ vermehrt werden die Sorten 'Admiration' (dunkelblau), 'Blaue Schönheit' (leuchtblau), 'Blue Perfection' (hellblau). Ab Mitte Februar sind sie im Handel erhältlich, da sie auch kurze Frostphasen gut überstehen. 'Gustav Wermig', 'Perfecta Alba' und 'Rubin' (dunkelweinrot).